# 美國學生貸款
美國的學生貸款是一種財政援助，與其他形式的財政援助（如獎學金和助學金）不同，必須償還。學生貸款在美國高等教育中發揮非常大的作用。每年約有2000萬美國人就讀大學，當中約六成（即1200萬）每年借款以幫補開支。在大多數其他發達國家，高等教育是免費提供的服務，並由一般稅收資助。但在美國，大部分學生或其家庭自行支付高等教育費用。因此，畢業通常是學生高債務水平一個有力的未來期望預測。雖然投資在不同學校所得的回報的差異經常被誇大，但不論對於個人還是社會，高等教育仍然是一項很好的投資。
學生貸款在美國有多種來源，但基本上分成聯邦貸款和私人學生貸款，大致包括國家附屬的非營利組織和機構貸款由學校提供。
聯邦政府直接借予學生的貸款：學生支付任何款項，至少半程入學。如果學生未能半程入學，帳戶進入一個6個月的寬限期。如果已錄取的學期中半程退學，貸款（會）被推遲，但是當他們再次半程退學，他們不再再有寬限的助學（期）。助學金額相當有限。有，允許推遲和延長計劃的，可以得到一些直接貸款計劃。對於那些殘疾者，也有100％的貸款的可能性，如果你符合要求（的話）。由於在2008年更改的高等教育機會法案，它成為2010年7月1日後更容易得的貸款款項。（更）有減免的貸款給予教師和衛生專業人員，那些正在服務低收入地區的人群。和減免的貸款給予照顧10年以上公共工作人群，這是根據2007年的法律（所規定的）。目前，若干貸款減免是收入國稅局由於26 USC 108（F）規定的。
聯邦政府借予學生父母的貸款：限制高得多，但貸款立即開始。
借予學生或家長的私人學生貸款：較高的限制，和雖然利息立即開始累積計算但直到畢業後才需要還款（給予款項）的优待。私人貸款可用於任何教育相關費用，如學費、食宿開支、書籍、電腦和逾期結餘。當聯邦貸款、津貼、或其他形式的財政援助不足以支付所有費用，學生可申請私人貸款補貼開支。

## 聯邦（政府）貸款
1950年代，美國政府擔保的學生貸款在美國國防教育法的規定下首次推出。當時只有一部分學生可獲得資助，當中包括選修工程、科學或教育師範學位的學生。

### 給予學生的聯邦（政府）貸款
這個學生貸款計劃建立於蘇聯發射人造衛星之初。當時，人們普遍認為美國在冷戰中的教育和科技上落後了。
2010年前，聯邦貸款包括直接貸款（直接由美國教育部發起並資助）和擔保貸款（由私人投資者發起和資助，但由聯邦政府擔保）。後者被認為以納稅人的錢使私人學生貸款公司獲利，但無法為學生減省開支。因此，擔保貸款從2010年起被直接貸款取代。這些貸款被用于學院和大學，包括資金直接發放到學校和補助個人和家庭資源，獎學金，助學金，勤工儉學的學生。他們可能來自美國政府資助的，可能來自財政補貼。
美國教育部出版了一本小冊子，（用於）對比私人貸款和聯邦貸款。同樣在這一文件中，政府形象地向你描述可能的貸款使用方式：
你可以用你的錢只還學校授予之外的教育費用。（這些）教育費用包括學校的費用，如學費，吃住費用，書籍，用品，設備寄宿費用，運輸費用和租用購買個人電腦的費用。
聯邦助學貸款的研究生有更高的限制：Staffold提供贊助$8,500或者補貼$12500，（適用限制某些可能不同的學習課程）。

### Stafford貸款總額限制
通過Stafford貸款的學生金額不能超過一定的資助補貼的總限額。對於在本科的學生，最高限制總額是包括資助和補貼的貸款的57500美元，且任何一項最大的貸款總額不超過23,000美元。一旦資助和補貼的總額已超出資助和補貼的貸款總額，學生無法（再）借款，直到他們償還額外的Stafford貸款資金部分。學生已償還這部分款項，會重新獲得之前的總限額。

### 給父母（方面）的學生聯邦貸款
通常情況下，這些都是另加的貸款（原來稱為“本科生家長貸款”）。和學生貸款不同，家長可以借得多 - 通常足以覆蓋任何教育成本的差距。然而，有沒有寬限（還款）期：還款（要求）立即開始。
是父母負責償還這些貸款，而不是學生。父母貸款不與學生具有同等的問責，因爲這個不是聯署貸款。家長們簽署了高級別信用證明去償還貸款，如果他們不償還貸款，可能父母信用會被降級。此外，家長應考慮“4年”的還款期，而不是“第1年”的還款期。聽起來像什麼“可以應付”的每月200元債務負擔，如果4年一直貸款支助的話可以迅速擴大至更加艱鉅的每月800元。債務纍計即時還款能力可以是昂貴的。
根據新法例，研究生可以用自己的名字獲得額外的貸款。這些研究生額外貸款與家長額外貸款利率及條款相同。
家長也應該知道，美國立法已經在2006年7月1日對已經在這些貸款顯著上調利率至8.5％。

### 發放的錢去到學生或學校
聯邦直接學生貸款，直接貸款或FDLP貸款也被稱為是與美國財政部來自公共資源的資金。開始于美國財政部并從那裡經過美國教育部FDLP貸款發佈，到達學院或大學，然後（由大學）給學生。
據美國教育部（資料），超過6000所學院，大學和技術院校參與FFELP，包括所有學校的80％左右。 FFELP貸款，佔所有聯邦學生貸款量的75％。
2010年，（隨著）衛生改革法案納入教育系統的規定，美國政府于2010年6月30日後終止了聯邦家庭教育貸款撥款。從該日起，所有政府支持的學生貸款已通過直接貸款計劃發行。

### 貸款金額債務水平
任何學生可以借用的最高金額調整由聯邦政策制定。目前的貸款限額低於一年最多四個私立學校和大多數旗艦公立大學的費用，因此，學生可以租借使用成本較高的私人學生貸款，以求（在學業上）達到效果。 學者主張提高聯邦債務限制，以減少學生債務人的利息費用。
任何學生可以借用的最高金額調整為聯邦政策制定。在1996冬的學生資助雜誌發表的一項研究中，文章“學生貸款債務有多少，是太多了嗎？”畢業後，建議本科學生平均每月債務付還的總收入不應該超過8％。一些財政援助顧問都提到了這個“8％的規則。”個人情況不盡相同，因此，8％的水平是一個指標，而不是設置在石頭上的規則。愛荷華大學學生援助委員會的一份研究報告稱該校的學校其債務可以一直維持在大約8％的水平。

## 私人學生貸款
這是不能由政府機搆保證的貸款，這類貸款由銀行或財務公司撥付給學生。與聯邦貸款作比較，這類私人貸款的成本較高，一般只於學生貸款已經超出聯邦學生貸款的借款限額的情況下使用。它們也不適用於基本收入還款計劃，並經常有不太靈活的付款條件，更高的費用，以及更多的處罰。 
這是不能由政府機搆保證的貸款，這類貸款由銀行或財務公司撥付給學生。私人學生貸款的倡導者建議他們結合政府貸款的最佳元素進入這一貸款：它們通常比聯邦學生貸款提供更高的貸款限額，以確保學生不剩任何預算缺口。但不像政府聯邦貸款，他們一般提供一個寬限的還款期，直到畢業後（雖然大多數私人貸款提供6個月，此寬限期內範圍為畢業后12個月）。然而，一些較高的教育主張者貶低私人貸款，因為較高的利率，多收費，借款人缺乏保護的私人貸款，和聯邦貸款不同。

### 私人學生貸款類型
私人學生貸款一般有兩種類型：學校渠道和直接面向消費者。
學校渠道貸款提供利率較低，但通常需要較長的時間過程。學校通道貸款“認證”特定學校，這意味著它會按學校簽署的借款金額，而資金直接發放到學校。
直接私人貸款是增長最快的部分教育類經費，按立法由於缺乏學校認證。貸款供應商的範圍，從大教育融資公司，以專業公司，高利貸貸款人往往將此類貸款的廣告歸類為“沒有FAFSA要求”，或“直接發放到您的基金”。

### 私人學生貸款率及利率
私人學生貸款通常有浮動利率，而聯邦學生貸款對比固定利率。消費者應該知道，一些私人貸款需要大量的前期籌備費用。它是用這些費用提高的實際成本向借款人減少自身教育投資的資金。

### 私人學生貸款費用
私人貸款經常有投資啓動資金。投資啓動資金是從一次性收費基礎的貸款金額。他們可以來自貸款總額或在貸款總額之外，（這）通常看借款人的喜好。有些貸款人提供低息，0手續費貸款。每一個百分點的投資啓動費用會支付一次債務，而每一個百分點的利率計算會組成整個貸款金額。有些人認為，這使得利率更能促進貸款支付。

### 私人學生貸款合夥人
合資格的貸款計劃發放貸款（原則）一般根據申請人的信貸歷史以及任何適用的聯署合約合夥人的（經濟情況）。這是主要處理問題的基礎標準，定義來自EFC FAFSA聯邦貸款計劃。對於許多學生來說，這是一個很大的優勢，在私人貸款計劃，他們的家人可能有足夠多的收入或足夠的資產，（他們）有資格獲得聯邦政府的援助，雖然還不夠支付學校沒有援助的資產和收入。

### 私人學生貸款條款
私人貸款從貸款人到借款人（都）不同。一個通常的建議是要貨比三家各項條款，而不僅僅是只是看到“利率低至......”的太多誘餌和吸引顧客戰術。 然而，貨比三家，往往可能會損壞你的信用評分。另外，例如，借款條款和不同的貸款人還款（離開學校後付款開始前的還款寬限期）的延期，和延長還款期（暫停任何一期付款因金融或其他困難）都會有影響。

### 私人學生聯合貸款
一些貸款人提供私人學生聯合貸款計劃。基於政府條例，私人助學貸款的借款人可能面臨同樣的禁止貸款破產。

## 標準還款計劃
聯邦助學貸款進入還款期時，他們會自動執行標準還款（計劃）。在這種情形下，借款人擁有10年（用來）償還他或她的貸款總額。貸款服務（不管任何貸款者）確定會將每月賬單貸款金額為120等份支付（12每年支付）。
款項用來還清每月利息，加上原來貸款金額（含啓動資金）。根據貸款金額，貸款期限不能超過10年。（如果是這樣的話）有每月最低（多）支付50美元利息。

## 收入基礎原則性還款計劃
如果學生的貸款債務高，但是他們的收入也適宜，他們可能有資格獲得權力去參加收入基礎原則性還款計劃（IBR）。大多數聯邦學生貸款的主要類型，除了父母PLUS貸款之後，都適用于IBR。(如果按)收入基礎原則性還款計劃提供長達25年的15％每年可支配收入，那麼該貸款可以赦免。

## 助學貸款赦免
美國聯邦學生貸款和一些私人學生貸款可以赦免如果（你）出現因“不必要的困難”而產生的破產。相反地，信用卡債務，則可以從破產程序中排除；此選不是一般的教育貸款包含的破產選項。不當困難標準的司法因（不同）管轄區而不同，但一般難以實現，因爲學生貸款幾乎不向破產情況者（發放）。
雖然聯邦學生貸款在你是永久傷殘者的情況下可以赦免，但私人學生貸款造成的破產不能包含在内。
完全及永久傷殘赦免的規則，由於 “高等教育機會法案”在 2008年經歷了重大的變化。不再需要貸款人無法有任何收入保證，但由於殘疾，標準是避免“大量的有報酬的活動”（SGA）。新規定2010年7月1日起生效。

## 對美國學生貸款計劃的批評
聯邦學生貸款計劃一直被批評從未因存在風險因素調整利率，也未對（申請）學生進行（種類）控制，如科目選擇。批評人士辯稱，這種缺乏基礎風險評價的貸款造成對高等教育資源分配不當，和勞動力市場上的生產力效率更低下。然而，最近的研究表明，高水平的學生貸款債務，加上高違約率，（的確）造成一些個人助學貸款借款人的挑戰，但它們並不一定會將社會上一個更大的負擔。
2005年破產改革法案通過後，聯邦和私人學生貸款（改變為）不能從個人破產情況案例中免除（前通過這一法案，只有聯邦學生貸款是無法從個人破產情況案例中免除）。這提供了一個信用無風險貸款的貸款人，平均每年7％。 2013年1月，艱苦醖釀后的“公平法”出台。如果這項法案獲得通過，將再次允許私人學生貸款從個人破產情況中免除。 
2007年，Andrew Cuomo，紐約州總檢察長討論貸款的做法和就反競爭的學生貸款機構和大學之間的關係進行了調查。具體來說，許多大學被指控從學生貸款人“首選的貸款人“賺取較高的利率回報。這些“首選貸方”涉嫌走後門賄賂高校財務援助人員。這導致在貸款政策的變化，在許多著名美國大學，許多大學也因此向受影響貸款人回饋了（多收的）數百萬美元的費用。
最大的貸款人，Sallie Mae和Nelnet倍受批評。他們經常發現自己（需要）被捲入訴訟，其中最嚴重訴訟在2007年。虛假索賠訴訟的代表，聯邦政府的教育研究員，Jon Oberg博士，對Sallie Mae和Nelnet及其他貸款人（發起訴訟）。奧伯格認為，多收的貸款騙取了美國政府和納稅人億萬美元。在2010年8月，Nelnet獲罪，並付還了5500萬美元。
紐約時報日前發表評論贊同，應對經濟衰退和普遍提高各高校的學費情況下，造成各個畢業院校貸款后私人學生破產提供保護。
在2010年6月，美國人學生貸款持有債務超過美國人持有信用卡債務的金額。此刻，學生貸款債務總額至少8300億美元，其中約80％是聯邦學生貸款債務，20％是私人學生貸款債務。在2011年10月，學生貸款所欠債務的總金額超過一兆美元。